# Principe (eiland)
Principe is een eiland in de Golf van Guinee. Het vormt samen met hoofdeiland Sao Tomé en enkele kleinere eilanden het Afrikaanse land Sao Tomé en Principe. Sinds 1975 is Sao Tomé en Principe een onafhankelijke republiek. Principe vormt samen met enkele kleinere eilandjes de autonome provincie Principe en tevens het district Pagué. De provicie heeft vijf zetels in de Assembleia Nacional) vormt.
Principe ligt ongeveer 150 kilometer ten noord-noordoosten van Sao Tomé en 220 kilometer ten westen van de Afrikaanse westkust (meer specifiek Equatoriaal-Guinea). Het eiland is met een oppervlakte van 136 vierkante kilometer een stuk kleiner dan het hoofdeiland Sao Tomé. Er wonen ongeveer zevenduizend mensen, waarvan iets meer dan duizend in het hoofddorp Santo António. Santo Antóni was van 1753 tot 1852 de hoofdstad van de Portugese kolonie Sao Tomé en Principe. Verder zijn er enkele kleine dorpjes waaronder Infanta Dom Henrique. Een groot deel van de bevolking is afkomstig van Kaapverdië.
Er is een vliegveld en er zijn eenvoudige wegen.

## Geschiedenis
Principe werd in januari 1471 ontdekt door de Portugezen die in de vroege zestiende eeuw het eiland koloniseerden. Ze noemden het eiland Príncipe naar prins Johan III van Portugal. In eerste instantie werd vooral suikerriet verbouwd, maar later kwamen daar koffieplanten en cacaobomen bij.
Het eiland speelt een bijzondere rol in de geschiedenis van de natuurkunde. Het was op Principe dat de Britse astronoom Arthur Eddington op 29 mei 1919 tijdens een zonsverduistering het eerste experimentele bewijs voor de relativiteitstheorie van Albert Einstein leverde.
Vanwege een gebrek aan vervolgopleidingen is het opleidingsniveau lager dan dat op Sao Tomé. De mensen op het eiland werken nog grotendeels in de landbouw.

## Geografie
In het zuiden van het eiland ligt de hoogste berg, de Pico de Príncipe (948 meter). Dit gedeelte is bedekt met bos, dat hoort bij het Parque Natural Ôbo. Andere hoge toppen zijn de Pico Mencorne (921 meter) en de Carriote (839 meter). Vóór mensen op het eiland arriveerden was het eiland volledig bebost. Tegenwoordig is nog slechts een kwart van het oerwoud over. Het noorden en het midden van het eiland waren vroeger in gebruik voor plantages, maar dit gebied is thans grotendeels bedekt met secundair bos.

## Natuur
Principe heeft 37 endemische plantensoorten en een aantal endemische vogelsoorten en -ondersoorten. Leptopelis palmatus is een endemische kikkersoort.
John Gerrard Keulemans was rond 1865 een van de eerste ornithologen die het Ilhado de Principe bezocht en er waarnemingen deed aan tal van vogelsoorten, waaronder de grijze roodstaartpapegaai Psittacus erythracus.
Op het eiland komen veel soorten reptielen voor, waaronder de endemische soorten hagedissen Hemidactylus principensis, Feylinia polylepis en Trachylepis principensis.

## Sport
Het eiland Principe heeft een eigen voetbalkampioenschap, waarvan de winnaar uitkomt tegen de winnaar van het kampioenschap van Sao Tomé. Voetbalclubs die actief zijn of waren op het eiland zijn GD Os Operários, GD Sundy, FC Porto Real, 1º de Maio, UDAPB en Sporting do Príncipe.

## Zelfbestuur
Het eiland geniet door de ligging ver van het hoofdeiland een zekere mate van zelfbestuur, sinds 29 april 1995 bestaat er een autonome regionale regering met een eigen president.
| President van de autonome provincie Principe | Periode   | Partij    |
| -------------------------------------------- | --------- | --------- |
| Damião Vaz d'Almeida                         | 1995–2002 | MLSTP-PSD |
| Zeferino dos Prazeres                        | 2002–2006 | MLSTP-PSD |
| João Paulo Cassandra                         | 2006      | MLSTP-PSD |
| José Cassandra                               | 2006–2020 | UMPP      |
| Filipe Nascimento                            | 2020–     |           |

## Bevolkingsontwikkeling
| Jaar | Inwoners | Aandeel totale bevolking |
| ---- | -------- | ------------------------ |
| 1940 | 3.124    | 5,2%                     |
| 1950 | 4.402    | 7,3%                     |
| 1960 | 4.544    | 7,1%                     |
| 1970 | 4.593    | 6,2%                     |
| 1981 | 5.255    | 5,4%                     |
| 1991 | 5.471    | 4,7%                     |
| 2001 | 5.966    | 4,3%                     |
| 2006 | 6.737    | 4,4%                     |
| 2012 | 7.542    | 4,0%                     |

Provincies: Sao Tomé (Sao Tomé) · Principe (Santo António)
Districten: Água Grande (Sao Tomé) · Cantagalo (Santana) · Caué (São João dos Angolares) · Lembá (Neves) · Lobata (Guadalupe) · Mé-Zóchi (Trindade) · Pagué (Santo António)
Eilanden: Ilhéu Bom Bom · Ilhéu das Cabras · Ilhéu Caroço · Principe · Ilhéu das Rolas · Ilhéu de Santana · Sao Tomé · Tinhosa Grande · Tinhosa Pequena